# Pansau Na Isna
Pansau Na Isna (Isla de N'Fanda, región de Tombali, Guinea Portuguesa, 1938—Nhacra, Guinea Portuguesa, marzo de 1970) fue un combatiente de la resistencia bisauguineana del Partido Africano para la Independencia de Guinea y Cabo Verde (PAIGC) durante la guerra de independencia y reconocido como héroe nacional.

## Biografía

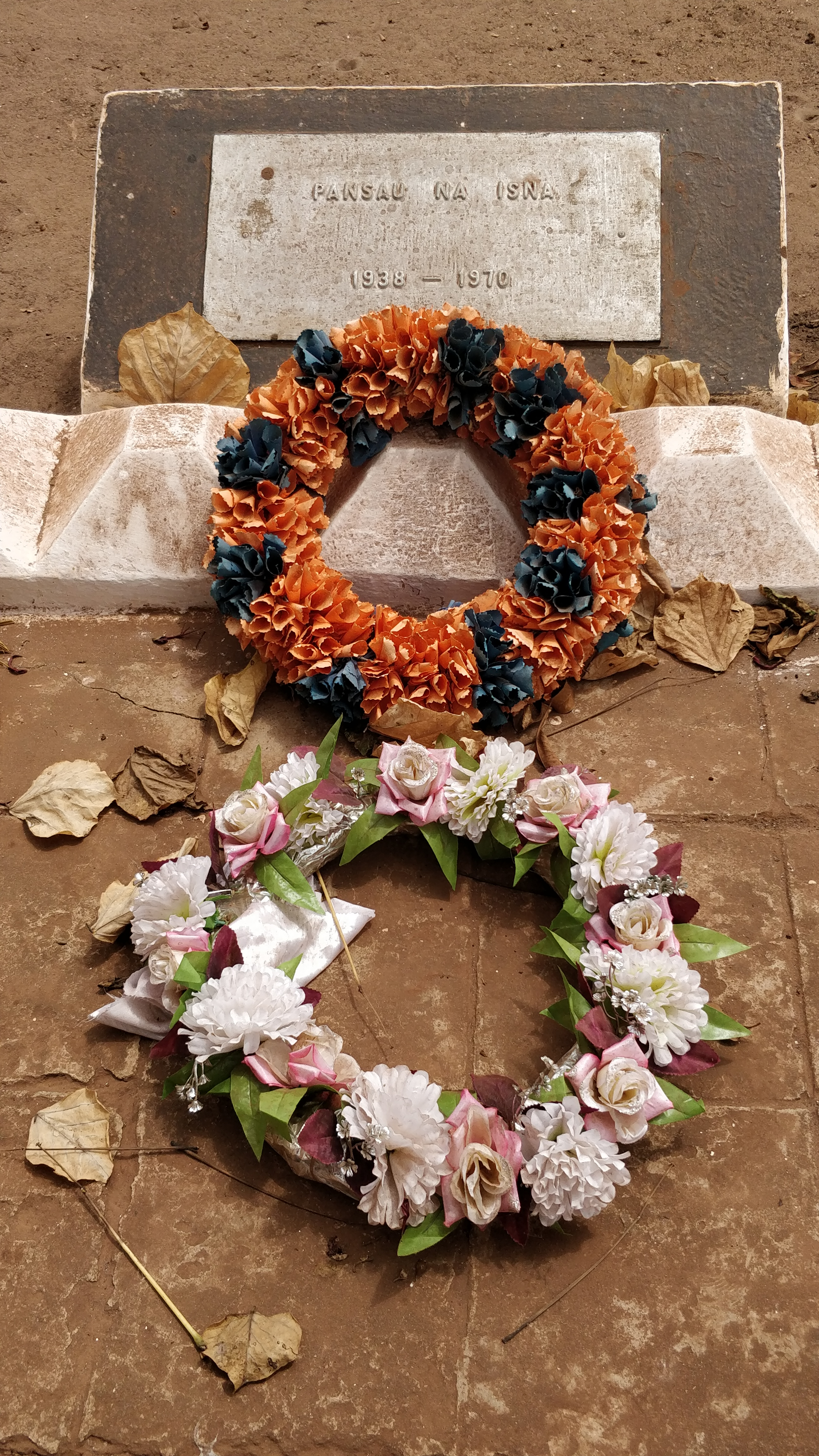
Tumba de Pansau Na Isna en el Memorial a los Héroes de la Patria en Bisáu.

Pansau Na Isna nació en 1938 en la pequeña isla de N'Fanda en el sur de Guinea-Bisáu, en la región de Tombali, como hijo de una familia balanta. Se sabe relativamente poco sobre la vida y la carrera de Isna, excepto que se unió al movimiento de resistencia e independencia PAIGC en su juventud. Como guerrillero ganó notoriedad en la batalla de la isla Como en 1963, en la que una tropa de combatientes del PAGIC sorprendió a un puesto militar portugués en la isla estratégicamente importante de Como en el sur de Guinea-Bisáu y tomó el lugar. Los portugueses más tarde recapturaron la isla en la Operación Tridente.
En 1965 dirigió las tropas del PAIGC contra el ejército portugués en Balana y Gandembel; el movimiento de resistencia tomó así el control de todo el sur de la colonia portuguesa. En 1969, el PAIGC transfirió a Isna al Frente Norte, donde también dirigió combatientes del PAIGC. Aristides Pereira, secretario general del PAIGC, lo describía como un guerrero excepcional.
En marzo de 1970 Pansau Na Isna murió en un ataque de los portugueses en el pueblo de Nhacra, localidad ubicada cerca de la capital, Bisáu.

## Reconocimientos
Pansau Na Isna es uno de los héroes nombrados y glorificados por el PAIGC. En el cuartel general del ejército de Guinea-Bisáu (Fortaleza São José de Amura) en la capital Bisáu hay un monumento a diez heroínas y héroes de Guinea-Bisáu, en donde también es conmemorado Pansau Na Isna. Existe también en Guinea-Bisáu una fábrica de espuma para colchones y almohadas que lleva el nombre de Pansau Na Isna.
Su memoria fue conmemorada en Guinea-Bisáu con la aparición de su efigie en los billetes de cincuenta pesos bisauguineanos, moneda del país entre 1975 y 1997. En 2019 fue inaugurada una serie de murales pintados en lugares públicos de Bisáu que representan personajes históricos del país, en donde uno de ellos aparece el rostro de Pansau Na Isna.